# Svoboda myšlení
Svoboda představuje takovou volnost, že přirozená kauzalita či spontánnost činnosti není omezena ani znemožněna zvnějšku, čímž může být naplněna podstata lidské svobody spočívající především v tom, že nejsme ve svém chtění a jednání determinováni ani zevnitř vlastní podstatou. Myšlením lze rozumět nejširší spektrum rozumových a poznávacích činností člověka, zvláště pak zpracovávání poznatků o vnějším světě. Svoboda myšlení tedy představuje volnost člověka ve zpracovávání poznatků o vnějším světě, v rozumění a poznávání a v činnostech s nimi spojenými takovým způsobem, že není omezen zvnějšku ani zevnitř.

## Zakotvení svobody myšlení v právu
Svoboda myšlení patří mezi základní lidská práva. Jedná se o subjektivní veřejná práva, která jsou zaručena na ústavní úrovni. Základní lidská práva jsou přisuzována každé lidské bytosti.

### České právo
Základní lidská práva (společně s právem na svobodu myšlení) jsou v Česku mimo jiné garantována Ústavou České republiky a Listinou základních práv a svobod.

Článek 15 odst. 1 Listiny základních práv a svobod stanoví: 
Svoboda myšlení, svědomí a svoboda náboženského vyznání je zaručena. Každý má právo změnit své náboženství nebo víru anebo být bez náboženského vyznání.
Ustanovení článku 15 Listiny zaručuje absolutní nedotknutelnost duchovní a duševní autonomie jedince, plynoucí z podstaty lidské důstojnosti, a to zvláště ve věcech morálních, etických a náboženských.

### Evropská úmluva o lidských právech
V Evropské úmluvě o lidských právech je svoboda myšlení zaručena v článku 9, který uvádí, že každý člověk má právo na svobodu myšlení, svědomí a náboženského vyznání; toto právo zahrnuje svobodu změnit své náboženské vyznání nebo přesvědčení, jakož i svobodu projevovat své náboženské vyznání nebo přesvědčení sám nebo společně s jinými, ať veřejně nebo soukromě, bohoslužbou, vyučováním, prováděním náboženských úkonů a zachováváním obřadů. Svoboda projevovat náboženské vyznání a přesvědčení může podléhat jen omezením, která jsou stanovena právem a která jsou nezbytná v demokratické společnosti v zájmu veřejné bezpečnosti, ochrany veřejného pořádku, zdraví nebo morálky nebo ochrany práv a svobod jiných.

## Svoboda myšlení
Podle komentáře k Listině základních práv a svobod je myšlení nejširší škálou našich rozumových a poznávacích činností, především zpracováváním našich vjemů ze světa. Člověk díky svému myšlení poznává svět kolem sebe zpracováním svých osobních poznatků. Poznáváním člověk aktivuje své myšlení a svým myšlením zas rozvíjí svá poznání.
Emerich Coreth mluví o vnější svobodě tehdy, když není z vnějšku omezován subjekt v jeho činnosti. Totéž platí, když - ve vztahu k člověku - mluvíme o svobodě myšlení a svědomí, o svobodě náboženské, o svobodě projevu a tisku atd. To všechno znamená, že lidské myšlení, chtění a jednání není zvnějšku omezováno, že se na ně nevyvíjí nátlak. Taková svoboda je pro člověka zásadní v jeho seberealizaci, jelikož se člověk realizuje nejen v sobě, a proto potřebuje prostor. Vnitřní svoboda člověka pak spočívá v tom, že nejsme determinováni ani zevnitř, vlastní podstatou.
Pro člověka je zásadní vnější svoboda, aby mohlo dojít k naplnění té vnitřní. Spinoza podává definici svobody, v níž podstatu svobody vymezuje jen popřením vnějšího tlaku na vnitřní nutnosti. Potřebujeme prostor zvnějšku, abychom cítili prostor pro sami sebe, pro své vlastní myšlení a činnosti s ním spojené.
Svoboda myšlení se projevuje zcela v naznačené sféře interní. Nikdo nemůže být podroben takovému opatření, jehož cílem je změna procesu a způsobu myšlení, nikoho nelze nutit, aby změnil svoje myšlení. Do svobody myšlení lze zařadit např. hodnotící úvahy jednotlivce při posuzování nezávislosti a nestrannosti rozhodujícího soudce, může představovat obranu před rušivými zásahy veřejné moci do mentálního procesu zprostředkovaného poznáváním vnějšího světa a identifikace jedince v rámci poznaných vztahů a jevů.
Svoboda myšlení tedy nemá hranic či omezení. Svoboda myšlení znamená, že neexistují žádná zapovězená témata, nad kterými by bylo zakázáno přemýšlet a podrobovat je kritice (tedy posuzovat je).

## Vztah svobody myšlení a dalších základních práv člověka
Vnější projevy nejširších myšlenkových pochodů vyjadřované ve formě názorů slovem, písmem, tiskem, obrazem nebo jiným způsobem, již spadají převážně  do samostatně reglementované svobody projevu. I řady základních práv dalších, neboť důsledkem myšlení může být i řada činností.
Svoboda myšlení úzce souvisí s dalšími svobodami jako je svoboda svědomí a svoboda náboženského vyznání. Svoboda myšlení a svědomí má několik stejných vlastností. Obě tyto svobody brání nedotknutelnosti vnitřního života každého člověka - stejně jako forum internum v případě náboženské svobody.
Ve skutečnosti jde o práva, která jsou bez vzájemného uznání neudržitelná. Jedno bez druhého a třetího neexistují. Svoboda svědomí znamená, že žádný člověk není nijak povinen se cítit vinen za svoje myšlení a chování a že má právo podle svých záměrů jednat, pokud tím neomezuje práva ostatních. Svoboda vyznání znamená, že se člověk může stát stoupencem jakékoli konfese (i kdyby byl jejím jediným stoupencem) na základě svého rozhodnutí a svého myšlení, ale že musí mít vždy – vzhledem k ostatním svobodám – právo jakoukoli konfesi opustit.